# Thysanoessa longipes
Thysanoessa longipes är en kräftdjursart som beskrevs av Brandt 1851. Thysanoessa longipes ingår i släktet Thysanoessa och familjen lysräkor. Inga underarter finns listade i Catalogue of Life.